# Frąca (gromada)
Frąca – dawna gromada, czyli najmniejsza jednostka podziału terytorialnego Polskiej Rzeczypospolitej Ludowej w latach 1954–1972.
Gromady, z gromadzkimi radami narodowymi (GRN) jako organami władzy najniższego stopnia na wsi, funkcjonowały od reformy reorganizującej administrację wiejską przeprowadzonej jesienią 1954 do momentu ich zniesienia z dniem 1 stycznia 1973, tym samym wypierając organizację gminną w latach 1954–1972.
Gromadę Frąca z siedzibą GRN we Frący utworzono – jako jedną z 8759 gromad na obszarze Polski – w powiecie starogardzkim w woj. gdańskim na mocy uchwały nr 23/III/54 WRN w Gdańsku z dnia 5 października 1954. W skład jednostki weszły obszary dotychczasowych gromad Frąca, Kamionka i Lalkowy, ponadto miejscowości Rynkówka i Rudawki z dotychczasowej gromady Rynkówka oraz część obrębu kat. Kopytkowo (parcele Nr Nr 269/43 – część, 270/44, 272/35, 271/36, 273/27, 274/34, 275/27, 284/86 i 286/85 – część) z dotychczasowej gromady Kopytkowo – ze zniesionej gminy Leśna Jania w tymże powiecie. Dla gromady ustalono 16 członków gromadzkiej rady narodowej.
1 stycznia 1959 gromadę zniesiono, włączając jej obszar do gromady Leśna Jania w tymże powiecie.